# 往来香港特别行政区通行证

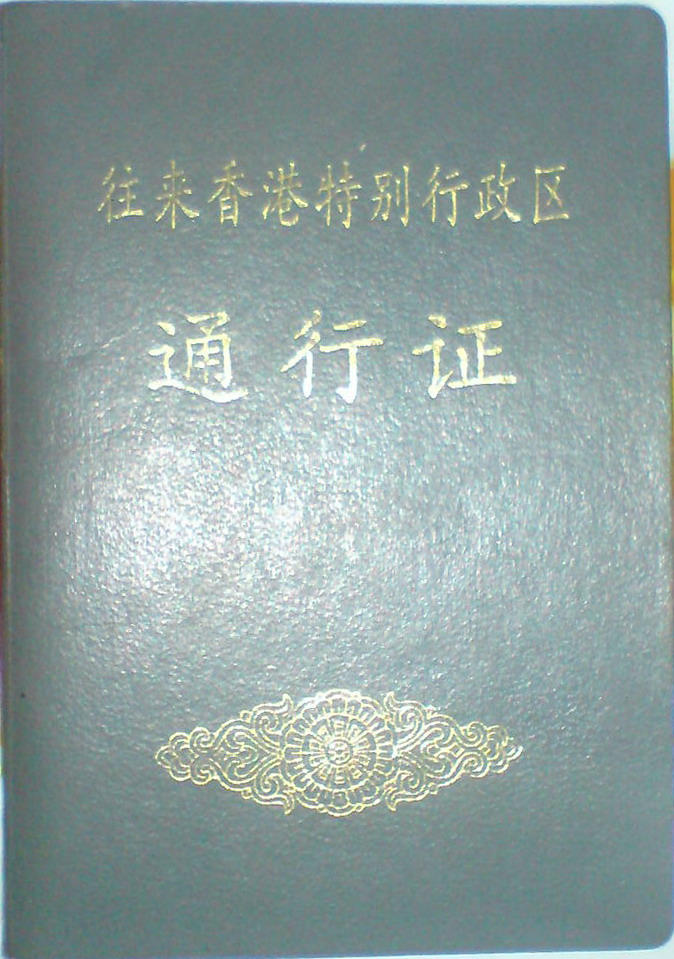

往来香港特别行政区通行证，是在香港回归后由中华人民共和国国务院港澳事务办公室签发给因公往来或驻留香港特别行政区内地人员的出入境身份证件。封面为灰色，内有46页的签注页。
其收费标准为：2年有效期《通行证》工本费：45元/证，5年有效期《通行证》工本费：50元/证；一次有效签注20元，往香港一年内多次签注100元。
1999年以后此证被《因公往来香港澳门特别行政区通行证》所代替，2004年最后一批《往来香港特别行政区通行证》失效。

## 外觀樣式及內頁
封面為灰色，印有燙金的“往來香港特別行政區通行證”字樣。
封二页为说明页，第一页为请求页，里面用简体中文写有如下字样：
|  | 本通行证前往香港特别行政区有效。 中华人民共和国国务院港澳事务办公室请香港特别行政区政府对持证人依法予以保护并给予通行的便利和必要的协助。 |

下面为国务院港澳事务办公室往来香港通行证专用章，并注明授权签发人和签发地。
第二页为应急资料页，为持证人自己填写的个人信息处。从第三页到第三十页为签注页，签注为印章式签注，签注上也要盖印国务院港澳办的专用章。最后两页为备注页，其中最后一页的备注页会打印上持证人的中文商用电码和居民身份证号码。
封三页为个人资料页，左边贴个人照片，没有机读区（机读区为空白）。除此以外还有如下信息：
- 类别：因公（预印字样）
- 证件编号：以“KA”开头，后接7位阿拉伯数字
- 姓名：上面为简体中文，下面为汉语拼音
- 性别
- 出生日期：格式为“YYYY年MM月DD日”，下面亦同
- 出生地点：以省为单位
- 签发日期
- 有效期至
- 签发机关：国务院港澳事务办公室（预印字样）

资料页用塑胶塑封。

## 相关
- 往来港澳通行证、前往港澳通行證
- 港澳居民来往内地通行证
- 因公往来香港澳门特别行政区通行证